# Griffelglosse

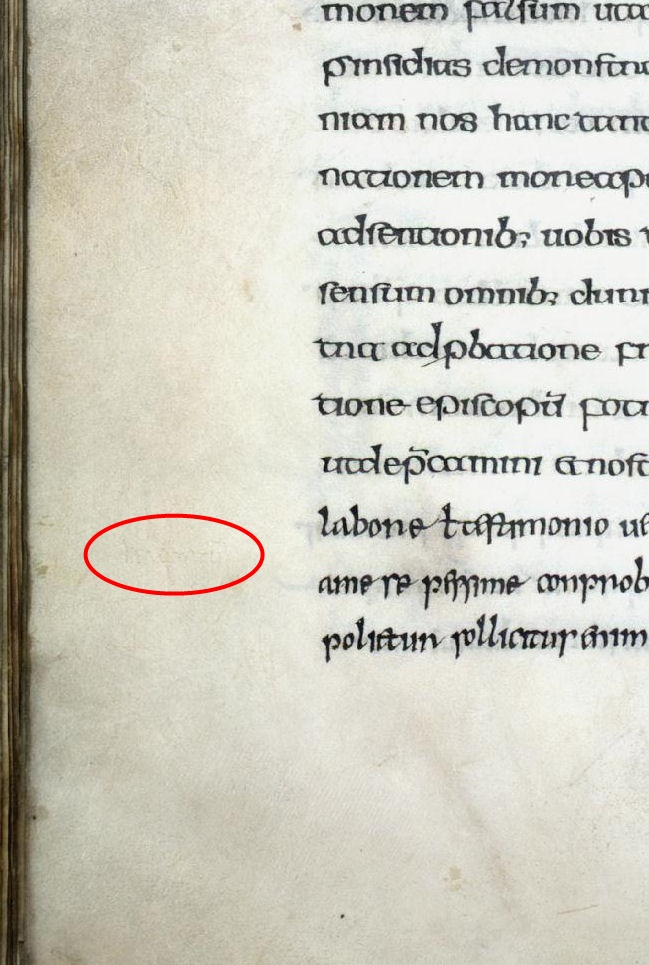
Beispiel Köln, Dombibliothek, Cod. 213, fol. 122v, einer Abschrift der Collectio Sanblasiana aus dem 8. Jh.: Ausschnitt mit einer in der Vergrößerung schwach erkennbaren Griffelglosse am linken Blattrand auf der Höhe der zweiten und dritten Zeile von unten; sie wird dem Althochdeutschen zugeordnet.

Als Griffelglossen werden die Anmerkungen (Glossen) bezeichnet, die sich in frühmittelalterlichen Handschriften am Rand oder zwischen den Zeilen des Textes finden und mit dem Griffel ins Pergament eingeritzt worden sind. Anders als die mit Tinte ausgeführten Federglossen sind sie nur im Streiflicht sichtbar.
Die Tinte und die Schreibfedern waren in den Klöstern den Skriptorien zur Erstellung der Schriften vorbehalten. Dem Mönch standen in seiner Zelle zum Schreiben nur die Wachs- oder Schiefertafel und der Griffel zur Verfügung, so dass er nicht selten seine Anmerkungen eingekerbt oder eingeritzt am Rand der von ihm studierten Texte hinterließ und dadurch vom Text deutlich abgrenzte. Diese Ritzungen waren im Streiflicht der Kerze erkennbar, im diffusen Tageslicht blieben sie nahezu unsichtbar.
Griffelglossen, wie sie sich zum Beispiel im sogenannten Essener Karolingischen Evangeliar finden, gehören zu den Gebrauchsspuren, die für die neuere kodikologische Erforschung des Mittelalters zunehmend wichtiger werden, vergleichbar der ebenfalls zunehmend beachteten sogenannten Pergamentmakulatur und ihrer Bedeutung für die Überlieferung der Literatur des Hohen Mittelalters. Zu den Gebrauchsspuren zählen auch die Marginalien, die unter anderem in Form der Griffelglossen die frühe europäische Schriftkultur der Klöster bezeugen.
Die eingeritzten Wörter geben zudem Auskunft über die gesprochene Sprache ihrer Zeit, weil deren Schreibweise zuweilen von der in den Handschriften üblichen Verschriftlichung der Laute abweicht. So wurden sie wertvolle Zeugnisse für die Entwicklung des Althochdeutschen und für dessen Lautwandel vom 8. bis zum 10. Jahrhundert. Die Veränderung des Wortes gasti zu Gäste lässt sich zum Beispiel anhand von Griffelglossen nachvollziehen.